# Michael Hui
Michael Hui, de son vrai nom Hui Koon-man (許冠文, né le 3 septembre 1942), surnommé Mr Boo, est un acteur, réalisateur, scénariste et producteur hongkongais.
Il est le plus célèbre des quatre frères Hui (avec Sam, Ricky et Stanley) et est une des figures les plus importantes de la comédie hongkongaise des années 1970 et 1980,. Ses comédies sont considérées comme les précurseurs du genre mo lei tau (« ça ne veut rien dire ») même si elles n'ont jamais été étiquetées de la sorte. Il commence à la télévision où il connait le succès grâce au Hui Brothers Show avant de se lancer au cinéma et de devenir un champion du box-office grâce à un style inspiré des grands comiques américains de l'époque du muet. Il est également l'un des artisans du retour du cantonais comme langue dominante de l'industrie cinématographique locale.

## Biographie
Michael Hui a étudié au La Salle College (en) à Hong Kong et obtenu un diplôme en sociologie du United College (en) au sein de l'université chinoise de Hong Kong. Il est ainsi l'un des rares artistes hongkongais à avoir un diplôme universitaire non-honorifique. Il espère à cette époque devenir politicien et fait divers travail de professeur de lycée à cadre dans une boîte de publicité.
Après une période où il est présentateur des jeux télévisés sur TVB, Hui gagne en popularité avec son émission de divertissement à sketchs, le Hui Brothers Show. Il passe ensuite de la télévision au cinéma. Il apparaît d'abord en 1972 dans le film The Warlord de Li Han-hsiang, où il interprète un seigneur de guerre grotesque dans la Chine post-révolution.
En 1974, il crée sa propre société de production, la Hui Film Company, avec la Golden Harvest, et ses frères Ricky et Sam. De 1974 à 2000, il écrit plus de 20 comédies, dont 6 ont été à la première place du box-office de l'année à Hong Kong (toutes réalisées avec ses frères).
Les premières comédies de Hui combinent des gags épisodiques avec le jeu comique de Michael et de ses frères. Elles montrent généralement le trio d'acteurs, Michael, Sam et Ricky, tentant de gagner rapidement de l'argent. Avec une action située à Hong Kong, et des bandes originales joyeuses interprétées par Sam lui-même, ces films deviennent très populaires parmi la classe ouvrière dans les années 1970 et au début des années 1980. Games Gamblers Play (1974), Ultime Message (1975), Mr Boo détective privé (1976), Mr Boo fait de la télévision (1978) et Security Unlimited (1981) – ce-dernier lui valant le premier Hong Kong Film Award du meilleur acteur – sont souvent considérés comme les meilleures comédies de Hui. Games Gamblers Play est un grand succès lors de sa sortie et marque le début du retour des films en cantonais face la tendance des productions en mandarin.
Après une rupture avec ses frères au début des années 1980, Hui développe un nouveau style de comédies satiriques, capitalisant sur son rythme comique sobre et usant d'un scénario plus axé sur les personnages. Certaines de ses comédies les plus connues apparaissent durant cette période. Hui joue souvent le rôle de l'archétype du nigaud bon à rien évoluant dans une société hongkongaise folle d’argent. Tout aussi caustiques et amusantes, elles dénoncent le consumérisme de Hong Kong. Il fait une rare apparition en Amérique du Nord en tant qu'ingénieur-mécanicien Subaru avec Jackie Chan dans la comédie L'Équipée du Cannonball (1981) de Burt Reynolds. Dans Chocolate Inspector (1986), il joue un inspecteur mangeur de chocolat qui doit résoudre une affaire d’enlèvement alors que sa subordonnée participe au concours de Miss Hong Kong. Dans Prise de bec à Hong Kong (1988), des restaurateurs concurrents situés en face l'un de l'autre s'affrontent par tous les moyens. Front Page (1990), qui réunit de nouveau les trois frères, ridiculise la presse de Hong Kong, alors que The Magic Touch (en) (1992) satirise l'obsession chinoise pour les diseurs de bonne aventure. Always on my Mind (1993) continue dans cette veine d’humour auto-dépréciant : Hui joue le rôle d'un chef de famille et présentateur de nouvelles télévisées qui ne s’arrête à rien pour gagner de l’argent.
Hui continue à jouer et produire ses propres comédies dans les années 1990 et 2000 mais à un rythme moins prolifique. Chinese Box (1997), réalisé par Wayne Wang, reste le seul film de Hui en Occident. Un de ses films les plus récents est la comédie d'action L'Expert de Hong-Kong, avec Jackie Chan et Louis Koo. Il incarne un cambrioleur talentueux qui enlève un bébé pour demander une rançon pour les triades, mais il est au fond un homme bien. En 2006, il devient le présentateur du jeu télévisé Deal or No Deal (en) (À prendre ou à laisser en France). En 2016, il joue dans la comédie noire taïwanaise Godspeed pour laquelle il est nommé au Golden Horse Award du meilleur acteur (en).

## Filmographie sélective

### Pour laShaw Brothers(en mandarin)
- The Warlord (1972)
- The Happiest Moment (1973)
- Scandale et Politique (1974)
- La Cité du Vice (1974)

### Pour laGolden Harvest(en cantonais)

#### Avec ses frèresSametRicky
- Games Gamblers Play (1974)
- Ultime Message (1975)
- Mr Boo détective privé (1976)
- Mr Boo fait de la télévision (1978)
- Security Unlimited (1981)

#### En solo
- L'Équipée du Cannonball (1981)
- Une Belle brochette (1984)
- Mr Boo contre Pom Pom (1985)
- Happy Din Don (1986)
- Chocolate Inspector (1986)
- Prise de bec à Hong Kong (1988)
- Mr. Coconut (1989)
- Front Page (1990, avec ses frères)
- The Banquet (1991)
- Hero of the Beggars (1992)
- The Magic Touch (en) (1992)
- Always on My Mind (1993)
- Wealthy Human Realm (1995)
- Chinese Box (1997)
- Funny Business (2000)
- Fantasia (2004)
- Three of a Kind (en) (2004)
- L'Expert de Hong-Kong (2006)
- The Bounty (en) (2012)
- Delete My Love (en) (2014)
- Godspeed (2016)
- Agent Mr Chan (2018)
- Where the Wind Blows (2021)